# Ламкање јаја
Ламкање јаја или гутање јаја (арх. „л’мкање јајцаˮ) је српски народни обичај који се упражњавао код православних верника за време верских празника —  Покладе, Великог поста или Беле недеље, или како је на југу Србије називају — Каравештица. Овај обичај који у себи садржи симболику мирења и слоге, и данас се традиционално упражњава на маскенбалима у неким српским селима (нпр Горњем Међурову код Ниша).

## Опис обичаја
Ламкање јаја се састојало у овоме: 
иза покладне вечере сваки домаћин би везао јачи конац на средини таванице, изнад софре за којом су вечерали, а на доњем делу конца везивао би обарено и очишћено јаје, и то у висини уста. Онда би он тако везано јаје одбацио до уста, обично најмлађег, детета и оно би настојало, не служећи се при том уопште рукама, да ухвати одбачено јаје устима.
Како се током овог ритуала јаје у већини случајева, одбијало у супротну страну, до неких других уста, учесници ламкања су настојали да га ухвате устима. При томе свакоје је морао да замисли жељу. Ово би се настављало све дотле док га неко од вештијих учесника не би, обзинувши, јаје стегао зубима. Након хватања јаја ламкање се настављало са другим, трећим итд...јајима.
После јајета везивала би се о конац чврста бела халва, па се и са њом тако поступало. На крају, домаћин би принео запаљену свећу доњем крају конца и он би почео да гори пламеном који се непрестано пењао ка таваници. Према томе како гори конац и како пада пепео са њега, гатало се каква ће бити година.